# 椎名空
椎名空（日语：／ Shiina Sora，1994年7月7日—），本名浅野奈都紀，是日本愛知縣出身的女性色情片演員，是首位公開出櫃的女同性戀色情片演員。擁有四分之一俄罗斯血統。在擔任此職前是設計公司的攝影助理。

## 藝名
藝名中的「椎名」是因為喜歡椎名林檎而取，而「空（そら）」則是與事務所討論決定。

## 生平
椎名空表示自己的初戀是幼稚園的女教師，初次性經驗是在13歲，她認為那次的經驗很不舒服。
她在擔任色情片演員前是設計公司的攝影助理，片商將她以街頭藝人的身分作為包裝，在2015年成為色情片演員。出道時本來想演出女同志色情片，後來也拍攝男女色情片，她的演出題材多元，拍攝過許多非主流色情片，例如以蟑螂為視角的色情片。她因為女同性戀的身分受到矚目，出席她的活動的粉絲約有六、七成是女性，椎名表示有些女性因為參加了她的活動認識對象並成為女同志情侶，也常有人詢問她LGBT的相關問題，她表示未來可能會考取相關執照，將自己的經驗分享給眾人並協助她們。
在成為色情片演員後，她的一名中學時代的同學公布了她的身分，並將畢業紀念冊照片張貼在網路上，結果反而被椎名空認出來並反唇相譏。
她曾與同為色情片女演員的月島菜菜子交往，後來分手並和宮崎彩交往。
2018年世界盃足球賽期間，日本成人雜誌評選出一組由色情片女演員組成的虛構足球隊，椎名空被選為前鋒。
2020年5月，与FALENO签约，担任其专属女优。

## 外部連結
- 椎名空的X（前Twitter） （日語）
- 椎名空的Instagram帳戶（2016年6月30日後停止更新）
- 椎名空的Instagram帳戶（2018年8月2日～）
- YouTube上的椎名空頻道